# Auckland (California)
Auckland è una comunità non incorporata degli Stati Uniti d'America situata nella Contea di Tulare, nello Stato della California. Auckland si trova sulla California State Route 245, 12 miglia (19 km) a nord di Woodlake.